# Palácio de São Bento

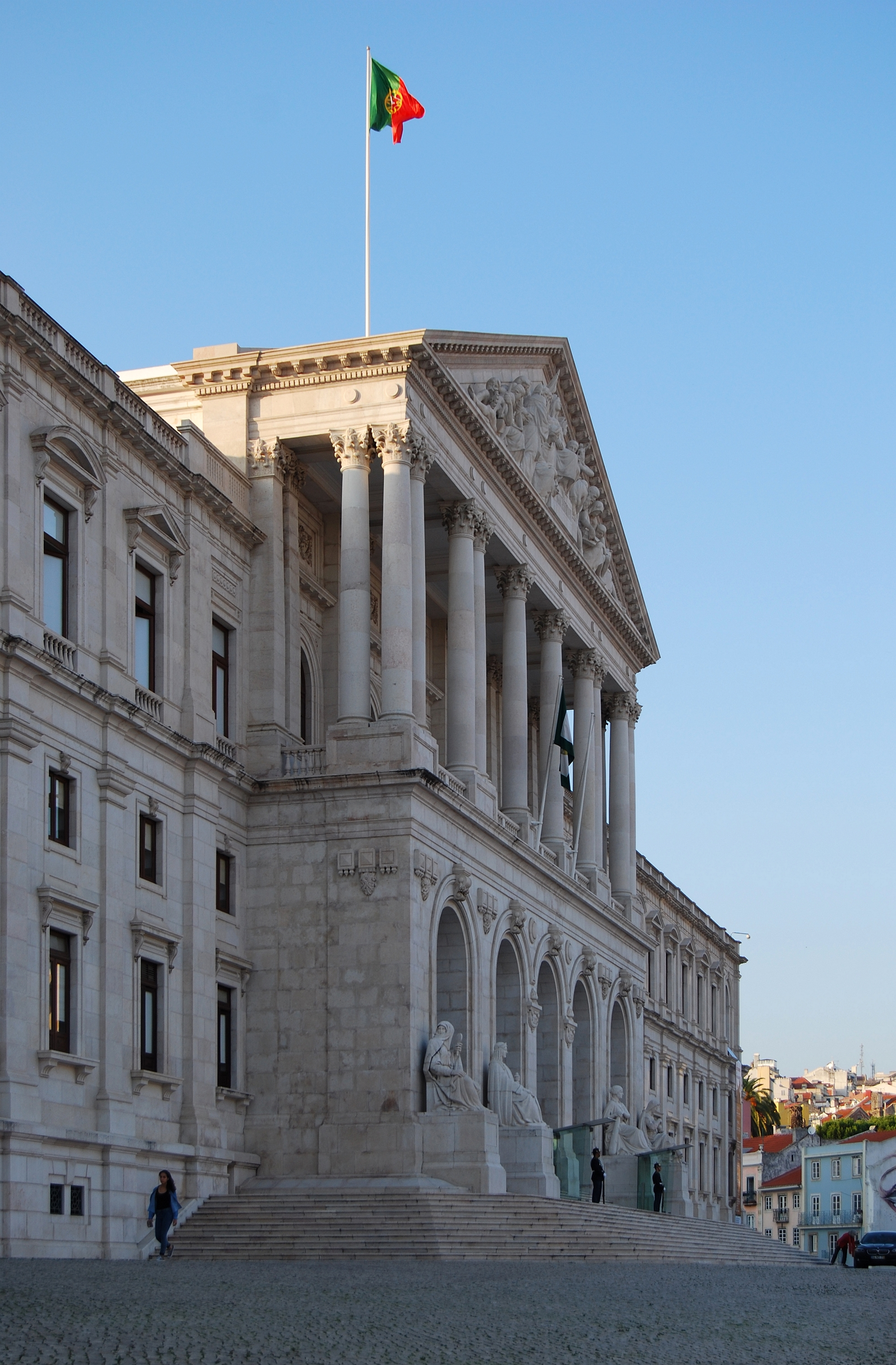
Palácio de São Bento

Het Palácio de São Bento is een paleis en tevens de zetel van het parlement in Lissabon, Portugal. In de 16e eeuw werd het oorspronkelijk gebouwd als benedictijns klooster. Na de Portugese burgeroorlog  werd het paleis in 1834 de zetel van het parlement. Op het terrein bevindt zich tevens de officiële verblijfplaats van de premier van Portugal. Sinds 2002 wordt het paleis geclassificeerd als Nationaal monument.

## Archief
Het paleis heeft een belangrijk historisch, fotografisch en audiovisueel archief. Het historisch archief beschikt over alle documentatie die betrekking heeft op de parlementaire activiteiten. Naast parlementaire activiteiten bevat het fotoarchief ook afbeeldingen uit verschillende ruimtes van het Palácio de Sào Bento. Het audiovisueel archief bevat audio- en audiovisuele opnames van onder andere plenaire zittingen, commissievergaderingen en evenementen.

## Verblijf premier
Achter het hoofdgebouw staat een herenhuis dat dienst doet als residentie voor de premier van Portugal. Het herenhuis werd in 1877 gebouwd in de tuin van het klooster en werd in 1938, toen António de Oliveira Salazar er zijn intrek nam, de officiële verblijfplaats van de premier.